# Micromacromia
Micromacromia é um género de libelinha da família Libellulidae.
Este género contém as seguintes espécies:
- Micromacromia camerunica Karsch, 1890
- Micromacromia flava (Longfield, 1947)
- Micromacromia miraculosa (Förster, 1906)
- Micromacromia zygoptera (Ris, 1909)